# 刀傷草
刀傷草（学名：Ixeridium laevigatum），又名褐冠小苦荬、平滑苦荬菜，是菊科小苦荬属的植物。分布于台湾岛、中南半岛、菲律宾、印度尼西亚、日本以及中国大陆的福建等地，生长于海拔500米至600米的地区，一般生长在林下、山坡林缘以及草丛中，目前尚未由人工引种栽培。